# Osmia mediorufa
Osmia mediorufa är en biart som beskrevs av Cockerell 1932. Osmia mediorufa ingår i släktet murarbin, och familjen buksamlarbin. Inga underarter finns listade i Catalogue of Life.